# Pešava (vrchol)
Pešava je vrchol dosahující nadmořské výšky 697 m a významný bod Železných hor v jihovýchodní části pohoří nazvané Sečská vrchovina, v regionálním členění georeliéfu (tvaru zemského povrchu) situován v geomorfologickém okrsku Kameničská vrchovina, v rámci administrativně správním na katastrálním území obce Jeníkov v okrese Chrudim náležejícím do Pardubického kraje v České republice. Vrchol také pomístně uváděn pod názvem Hroby.
Vrch (kopec) ve tvaru kupy, na vrcholu s plošinou nepravidelného tvaru, tvořený dvojslídným migmatitem až ortorulou svrateckého krystalinika, v rozsahu celé své plochy zvláště chráněným územím, součástí Chráněné krajinné oblasti Žďárské vrchy na severovýchodě Českomoravské vrchoviny.
Česká státní trigonometrická síť uvádí zaměřený trigonometrický bod (č. 27 triangulačního listu 2420) s názvem „Pešava – Hrobky” a geodetickým označníkem s nivelací určenou nadmořskou výškou 696,96 m, žulový terénní patník se nachází mezi zemědělsky obdělávanými poli v úzkém pásu travin pod náletovými dřevinami.

## Geografie
Vrchol kopce se nachází na rozlehlé plošině s loukami a zemědělsky obdělávanými poli nad obcí Jeníkov, přibližně ve vzdálenosti 1000 m na severo-severovýchod (10°) od kaple sv. Václava v obci a 620 m jihozápadně (38°) od silnice II/343 (Jeníkov – Hlinsko) v blízkosti vrcholu sedla v horní části obce. Vrchol sedla v nadmořské výšce 680 m odděluje vrchy (kopce) s názvy Pešava (697 m n. m.) a Hrobka (688 m n. m.) v Kameničské vrchovině.
Do sedla mezi vrcholy vedená silnice obcí Jeníkov, následně prudce klesající k úpatí Pešavy, do údolí s řekou Chrudimkou protékající Blatnem (část Hlinska). Silniční komunikace je významnou spojnicí mezi okrajovými částmi Železných hor (Sečské vrchoviny) a Hornosvratecké vrchoviny (Žďárských vrchů).
Původ zeměpisného jména a místního názvu vrcholu zdroje neuvádí.

### Geomorfologie a přírodní poměry
V rámci regionálního členění georeliéfu systémově provedeného pro celé území Česka je vrchol významným bodem současně tří řádově odlišných geomorfologických jednotek, geomorfologického okrsku (řádově nejnižší geomorfologické jednotky) Kameničská vrchovina, horopisně nejvyššího a spolu s dalšími třemi okrsky (Skutečská pahorkatina, Stružinecká pahorkatina, Podhradská kotlina) tvořící skladebnou část geomorfologického podcelku Sečská vrchovina, na jihovýchodě geomorfologického celku Železné hory.
Svahy vrchu na úbočí v jižním směru (Jeníkov) a zejména na západ k Blatnu, místní části Hlinska (údolí řeky Chrudimky), jsou strmější, severním směrem k lesnímu prostoru Mokrá leč a vrcholu Čertovina (655,0 m n. m.) a také na severovýchod k Dědovskému kopci (675,6 m n. m.) jen pozvolně klesají.
Mezi vrcholem Pešavy a Dědovským kopcem široké a mělké údolí s prameništěm Blatenského potoka na poměrně rozsáhlých mokřadech v lesním prostoru Na Blatech.

### Geologie
Geologické podloží vrcholu tvoří horniny migmatit a ortorula, v jižním směru u Jeníkova také rula svrateckého krystalinika. V oblasti pramenišť vodních toků na svazích vrcholu směrem na sever až severovýchod (Blatenský potok a Chrudimka) a severozápad až západ (k Hlinsku, lesní prostor Bubenec s poměrně vydatným pramenem bezejmenné vodoteče) smíšený sediment a jihovýchodně od vrcholu (lokalita s vlhkými loukami a bezejmenným potokem) nezpevněný sediment se slatinou, rašelinou a hnilokalem. Na území přírodní památky Louky v Jeníkově (bývalý rybník), jižně od vrcholu, nánosy písku a štěrku.

### Vegetace
Vrcholovou část pokrývají rozsáhlé louky a malé plochy zemědělsky obdělávaných polí, roztroušené křoviny a skupiny náletových dřevin. Na jihozápadě až severovýchodě od vrcholu se rozprostírá rozsáhlý lesní komplex, v severozápadním směru dosahuje na úbočí až k přírodní památce Ratajské rybníky, v široce rozevřeném údolí s chráněnými druhy rostlin. Jižně, na dohled od vrcholu, se nachází zvláště chráněné území přírodní památky Louky v Jeníkově, se zachovanými druhově bohatými vlhkými rašelinnými loukami. V lokalitě se nachází vzácné druhy mechorostů, srpnatka fermežová a bažinník kostrbatý.

### Vodstvo
Vrch v povodí Chrudimky, řeka obtéká v širokém oblouku od jihovýchodu, pramennou zdrojnicí Filipovský pramen nad Filipovem (odtud odvozen název pramene). Řeka protéká obcí Kameničky (průtočným rybníkem Groš), vodní nádrží Hamry a západně od vrcholu městem Hlinsko. Hluboké údolí s Chrudimkou, v délce jejího toku od Hlinska k Trhové Kamenici až do prostoru vodní nádrže Seč, odděluje hlavní hřeben Železných hor nad Dlouhou mezí na jihozápadě od hřebenu táhnoucím se nad pravým břehem řeky, s vrcholy Olšina (556 m n. m.), Krásný (614 m n. m.), Plesný (611 m n. m.), Svárov (613 m n. m.), Kamenný vrch (587 m n. m.), Medkovy kopce (638 m n. m.), Čertovina (655 m n. m.), Dědovský kopec (676 m n. m.), od něho na jihozápad vrchol Pešava (697 m n. m.) a na jihovýchod nejvyšší bod Železných hor s názvem U oběšeného (738 m n. m.).
Severovýchodně od vrcholu pramení Blatenský potok na rozhraní vlhkých luk a lesních společenství v poměrně rozsáhlé lokalitě mokřadů Na Blatech, tvoří široké a mělké údolí mezi vrchy Pešava a Dědovský kopec. Blatenský potok zhruba po dvou kilometrech stéká v zářezu terénu podél lesního prostoru Na balkovském. Úžlabí ze tří stran sevřené svahy vrcholů Pešava (697 m n. m.), Čertovina (655 m n. m.) a Medkovy kopce (638 m n. m.).
Ve svažitém terénu s vlhkými loukami a několika bezejmennými vodoteči, na úpatí vrchu, postupně vybudována rybniční soustava se třemi vodními nádržemi (s pomístními názvy Dolní, Prostřední a Horní ratajský rybník). Část vlhkých luk s dřevinami, vzácnými rostlinami a chráněnými živočichy s přilehlými mokřady se staly součástí zvláště chráněného území přírodní památky a evropsky významné lokality Ratajské rybníky. Podél úpatí Pešavy se Blatenský potok stáčí k jihozápadu (90°) a směřuje do Blatna (odtud odvozen název potoka). V Blatně je pravostranným přítokem řeky Chrudimky.
Pod vrcholem na východo-jihovýchodním svahu leží prameniště bezejmenné vodoteče, s rákosinami a slatinnou loukou. Málo vydatný potok stéká do údolí pod Jeníkovem, kde je levostranným přítokem Jeníkovského potoka (pravostranný přítok řeky Chrudimky v Kameničkách). Údolí pod vrcholem Pešavy na jihu podél Jeníkovského potoka, s mokřady a vlhkými loukami (na dně bývalého rybníka v prostoru Pod vsí), je zvláště chráněné území přírodní památky Louky v Jeníkově.
Od vrcholu v západním směru na úbočí dvě prameniště, v lesním prostoru Bubenec, s poměrně vydatným pramenem a směrem k Blatnu, s mokřady v lesním prostoru K Bubenci. Oba bezejmenné potoky o krátkých délkách stékají po strmém svahu do řeky Chrudimky.

### Vrchol v odborných publikacích
- rok 1987: Geografický ústav Československé akademie věd prezentuje v Zeměpisném lexikonu ČSR – Hory a nížiny[11] vrchol Pešava (697 m n. m.) jako nejvyšší bod Železných hor.
- rok 1997: Jindřich Vodička (1921–2006), geolog a petrograf, ve své poslední práci publikované ve sborníku Železné hory očima geologa[12], vydaném pro Společnost přátel Železných hor, uvádí z hlediska geologie jihovýchodní hranici Železných hor zhruba na linii Ždírec nad Doubravou – Hlinsko – Skuteč. V tomto vymezení by byl vrchol Pešavy mimo území Železných hor a nejvyšším bodem by byl vrchol Vestec (668 m n. m.), v současnosti nejvyšší bod v Chráněné krajinné oblasti Železné hory. V publikaci Jindřich Vodička také konstatuje, že pohled geografa, geologa a topografa na Železné hory se v současnosti (rok 1997) liší.
- rok 2006: Agentura ochrany přírody a krajiny České republiky vydává Zeměpisný lexikon ČR – Hory a nížiny (editoři Jaromír Demek a Peter Mackovčin, autoři Břetislav Balatka a kolektiv)[3], za nejvyšší bod Železných hor uveden vrchol U oběšeného (738 m n. m.) nad Svratouchem, vrchol Pešava označen za významný bod.

## Rozhledová místa
Vrcholová část je rozhledovým místem, v turistické mapě vyznačeno topografickou značkou. Výhled je omezen ve směru na západ až východ výškou lesního porostu. Při dobré viditelnosti jsou na východ až jihozápad zřetelné vrcholy centrální části Žďárských vrchů v Hornosvratecké vrchovině, například Malinská skála, Devět skal, Žákova hora, Kamenný vrch. 

### Místa ve výhledu z vrcholové části
- Sever (přibližně v rozsahu SZ – SV); oblast Kameničské vrchoviny: značně omezený výhled, pouze nejbližší okolí od 300 do 500 m, louky a lesní lokalita.
- Východ (přibližně v rozsahu SV – JV); oblast Kameničské vrchoviny: Dědová ve vrcholové části Dědovského kopce (675,6 m n. m.), prameniště bezejmenné vodoteče pramenící na úbočí vrcholu a protékající údolím tvořeným svahy Pešavy a lokality Na kopci (bezejmenný vrchol 680,8 m n. m.), lesní lokalita Humperky nad Filipovem s rozsáhlým prameništěm řeky Chrudimky, též s Filipovským pramenem.
- Jih (přibližně v rozsahu JV – JZ); oblast Kameničské vrchoviny: Vojtěchův kopec (673,8 m n. m.) s velkou částí zvláště chráněného území přírodní rezervace Volákův kopec a část obce Kameničky, část obce Jeníkov a přírodní památky Louky v Jeníkově, oblast Žďárských vrchů: centrální část Devítiskalské vrchoviny s vrcholy Devět skal, Žákova hora, Šindelný vrch, Kamenný vrch.
- Západ (přibližně v rozsahu JZ – SZ); oblast Kameničské vrchoviny: část obce Jeníkov, vrchol Hrobka, louky vrcholové části (výhled omezen vzrostlými dřevinami).

### Vzdálenost a orientace některých míst od vrcholu
- Buchtův kopec (vrchol 813 m n. m., Pohledeckoskalská vrchovina) – 16,2 km (129°)
- Devět skal (vrchol 836 m n. m., Devítiskalská vrchovina – nejvyšší bod, Žďárské vrchy) – 10,3 km (150°)
- Drátník, též Drátenická skála nebo Dráteničky (vrchol 776 m n. m., Devítiskalská vrchovina) – 14 km (140°)
- Hrobka (vrchol 687 m n. m., Kameničská vrchovina) – 980 m (219°)
- Kamenný vrch (803 m n. m., Devítiskalská vrchovina) – 8,3 km (194°)
- Karlštejn (vrchol 784 m n. m., Borovský les) – 8,7 km (117°)
- Malinská skála (vrchol 813 m n. m., Devítiskalská vrchovina) – 12,9 km (141°)
- Otrok (vrchol 717 m n. m., Devítiskalská vrchovina) – 8,4 km (175°)
- Sněžka (vrchol 1603 m n. m.), nejvyšší bod Slezského hřbetu a nejvyšší hora České republiky – 110,6 km (352°)
- Šindelný vrch (vrchol 806 m n. m., Devítiskalská vrchovina) – 9,5 km (185°)
- U oběšeného (vrchol 738 m n. m., Kameničská vrchovina – nejvyšší bod) – 4,7 km (115°)
- Vojtěchův kopec (vrchol 674 m n. m., Kameničská vrchovina) – 2,9 km (152°)
- Žákova hora (vrchol 810 m n. m., Devítiskalská vrchovina) – 10,7 km (167°)
- Geografický střed České republiky (Číhošť – 528 m n. m.) – 44,6 km (269°)

## Přístup
Turistická značená trasa není na vrchol vedena. Vrcholová část s loukami a zemědělsky obdělávanými poli je dostupná z horního konce obce Jeníkov, z odbočky pod vrcholem sedla. Zpevněná místní komunikace směřuje k radiokomunikační věži mobilního operátora, stojí zhruba 70 m (azimut 311°) od trigonometrického bodu nacházejícího se na široké mezi pod rostoucími dřevinami. S využitím místních komunikací a polních cest je vrcholová část s loukami dostupná též z obce Dědová a také z Blatna (část Hlinska), místy ve značném stoupání, v části s podmáčeným terénem v okolí vodotečí a lesním prostorem.
Přístup do vrcholové části:
- z obce Jeníkov (autobusová zastávka Jeníkov-bytovka), cca 900 m po zpevněné cestě k radiokumunikační věži
- z turistické červeně značené trasy (úsek Dědová – Kameničky) v části obce Filipov, od autobusové zastávky Kameničky-Ovčín cca 1,5 km po neznačených polních cestách
- z turistické žlutě značené trasy vedené po místní komunikaci (úsek Ratajské rybníky – Dědová), před obcí Dědová odbočka cca 2 km polní a lesní cestou na vrchol

Vrchol je uveden na turistické mapě Žďárské vrchy (mapový list č. 48, měřítko 1:50 000) vydané v edici Klubu českých turistů.